# Немачки бојни брод Тирпиц
Тирпиц је био немачки бојни брод коришћен током Другог светског рата.Тежио је око 2000 тона,дужине 823 ft (251 m) и ширине 118 стопа.Могао је да развије брзину од 29 чворова.Изграђен је у немачком бродоградилишту Криегсмариневерфт у Виллемсхавену.Припадао је класи бојног типа бродова по имену "Бисмарк".Име је добио по немачком адмиралу из Првог светског рата Алфреду фон Тирпицу(1849-1930).Имао је оклоп дебео 320 милиметара,главну палубу од 100 до 120 милиметара, горњу палубу дебљине 50 милиметара и куполе 360 милиметара.Бојни брод Тирпиц је такође могао да носи и четири авиона Арадо ар 196.Посада Тирпица састојала се од 2065 чланова посаде.

## Историја брода

### Експедиција у Норвешкој
Тирпиц је ушао у немачку ратну флоту у фебруару 1941. године, али је тек 11. јануара 1942 је испловио прво у Вилхелмсхавен, после проглашења заповедника брода Капла Топа да је брод спреман за борбу. Међутим, већ 14. јануара је Тирпиц испловио за Трондхејм. Британска обавештајна служба успела је да открије одлазак брода, међутим лоши временски услови спречили су било какве акције РАФ-а.Тирпиц се затим преселио у Лангефјорд, северно од Трондхеима. Норвешки покрет отпора је потом пренео локацију Тирпица у Лондон. Брод је био камуфлиран ошишаним гранама дрвећа и збијен уз литицу како не би могао да прима нападе авиона са југозападне стране.

### Операција "Source"
Британци су одлучили да уклоне претњу коју је Тирпиц представљао са савезничке арктичке конвоје тако што ће уништити Тирпиц. Након неуспешних бомбашких напада Британци се окрећу новодизајнираним подморницама "Х Craft". Х Craft су велике подморнице вукле до одредишта, где је сваки могао да испусти две мине од две тоне испод мете.У операцији "Source" од десет послатих само три су пробиле тирпицову одбрану (Х5,Х6 и Х7) а две су успле да поставе мине(Х6 и Х7). Мине су проузроковале велику штету на броду,а поправке су трајале до 2. априла.

### Oперација "Tungsten"
Напад је чинило 40 ронилачких бомбардера "Баракуда" који су носили 730 кг оклопних бомби и 40 бораца у пратњи у два таласа, а постигли су петнаест удараца и два промашаја из близине.Ваздушни напади нису пробили главни оклоп али су нанели велику штету надоградњи и нанели велике жртве.По извештајима Вилијам Гарцкеа и Роберта Дулина погинуло је 122 мушкараца, а 316 је рањено.Неколико удара бомби су изазвала озбиљну штету на броду.Један удар онемогућио је мотор турбина на десној страни.Око 2000 тона воде је поплавило брод.Дениц је наредио да се брод поправи,без обзира на трошкове.Са радовима на поправци брода је почело почетком маја.

### Операција "Catechism"
Операција "Catechism",била је задњи напад Британаца на Тирпиц,догодила се 12. новембра 1944. Неколико бомби слетело је поред против торпедних мрежи и проузроковало разарање морског дна, што је уништило велики део песка који је је штитио брод од превртања.Бомба која је продрла на палубу брода нанела је огромну штету и пробила оклопни појас брода.Погодак по средини брода узроковао је да вода продре у брод након чега је брод почео да се нагиње.Након што је достигао нагиб од 40 степени, капетан је издао наређење да се брод напусти.Након привремене стабилизације десила се експолозија на једном од торњева Тирпица после чега се брод потпуно преврнуо.Број смртних случајева се креће од 950 до 1.204.